# Heinrich Moritz von Attems-Heiligenkreuz
Heinrich Moritz Graf von Attems-Heiligenkreuz, avstrijski general, * 19. marec 1852, † 23. december 1926.

## Družina
Rodil se je Marii Wilhelmu Franzu Antonu Karlu Aloysu von Attems-Heiligenkreuzu (1810–1872) kot zadnji od treh otrok. 30. januarja 1902 se je v Bratislavi poročil z Margareto Somssich de Sáard.

## Pregled vojaške kariere
Napredovanja
- generalmajor: 1. november 1897 (z dnem 7. novembrom 1897)
- podmaršal: 1. maj 1902 (retroaktivno z dnem 27. aprilom 1902)
- general konjenice: 1. april 1909